# Ціановий колір
Ціа́новий колір, або ціан (англ. cyan, від грец. κυανoῦς — «блакитний», «лазуровий») може використовуватися для назви будь-якого з кольорів у синьо-зеленій частині спектра. Що стосується видимого спектра, то ціановий колір використовують для позначення кольору, отримуваного змішуванням рівних кількостей зеленого та блакитного світла або відніманням червоного від білого світла. Таким чином, ціановий колір є доповняльним (комплементарним) до червоного в RGB і CMYK системах кольорів: ціанові пігменти поглинають червоне світло.
Ціан є професійним терміном на позначення блакитно-зеленого кольору; світліший відтінок можуть називати аква (електричний ціан). Деякі близькі відтінки в синьо-зеленому кольоровому діапазоні мають окремі назви (лазуровий, бірюзовий, аквамарин), інші називають комбінуючи відтінки блакитного і зеленого кольорів (н-д, зеленувато-блакитний, колір морської хвилі).